# 喬治·福爾曼
喬治·愛德華·福爾曼（英語：George Edward Foreman，1949年1月10日—2025年3月21日），綽號大喬治（Big George），生於美國德克薩斯州馬歇爾，著名拳擊手，曾經二度奪下世界重量級拳擊冠軍，奧運金牌。他在45歲時擊敗麥克·摩爾，奪下世界重量級拳擊冠軍，成為目前最年長重量級拳擊冠軍。

## 生平
1973年1月22日，他在牙買加京斯敦拳擊淘汰賽中出戰喬·弗雷澤，之後成名，外号「黑色轰炸机」。
1974年10月30日，出戰穆罕默德·阿里，在被後世稱為「金夏沙震顫」的對決的第八回合被阿里擊倒，在中斷了40連勝的紀錄的同時失去了世界統合拳王寶座。
1977年第一度從拳壇退休，成為一名社區牧師，致力於兒童與青少年的教育，原本衝動的個性也變的圓融，並因高大的體型與溫和個性而被教友敬稱為「大喬治」。
1987年，為籌措建設少年關護所的經費，出人意料地復出拳壇；雖然年近四旬的高齡與走樣的身材使福爾曼的復出遭致嘲笑，但福爾曼卻巧妙地藉由與大量的次級選手的比賽累積戰績與恢復體能，1991年，福爾曼得到挑戰統一世界重量級的冠軍依凡德·何利菲德的資格，雖然最終以判定落敗收場，但已足以證明福爾曼的實力並不遜於當年。于此同时仍然收到了对手及舆论的尊重。